# Výpustek
Výpustek – jedna z pięciu udostępnionych dla turystów jaskiń Krasu Morawskiego.

## Historia

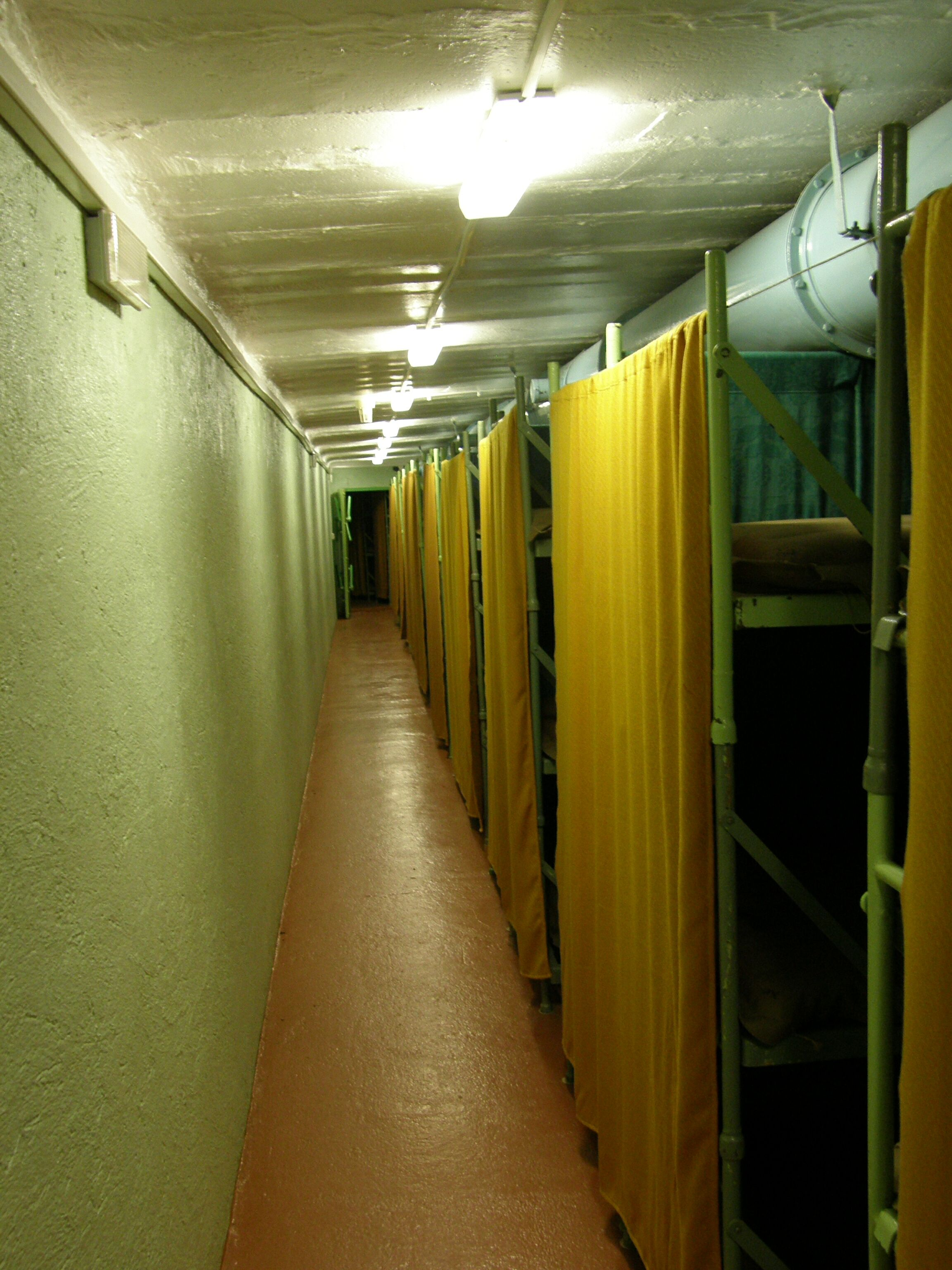
Schron przeciwlotniczy

Jaskinia Výpustek była odwiedzana przez turystów prawdopodobnie już od XVII w. Na początku XX wieku wydobywano z niej osady bogate w związki fosfatowe. Później jaskinia stała się ośrodkiem wojskowym. W okresie międzywojennym należała do armii czechosłowackiej, podczas II wojny światowej – do niemieckiej, a po wojnie – ponownie do czechosłowackiej. W latach 60. XX w. utworzono tutaj schron przeciwatomowy oraz tajny punkt dowodzenia Układu Warszawskiego. Informacje o obiekcie wyjawiono w 2001 r. Kilka lat później udostępniono ją dla zwiedzających.

## Informacje ogólne i zwiedzanie
Długość trasy turystycznej wynosi ok. 500 metrów i jest to ok. połowa łącznej długości jaskini. Pod ziemią panuje temperatura 7-8 °C, a wilgotność powietrza to ok. 99%.
Pierwsza część trasy wiedzie przez ok. 250-metrowe korytarze schronu przeciwlotniczego. Znajdują się tu m.in. sypialnie w postaci rzędów trzypiętrowych łóżek ustawionych na korytarzu. Następnie trasa wiedzie przez jaskinię właściwą. Podłoga jest tutaj betonowa, a większość korytarzy połączona poprzez przekucie skał oddzielających je. W ten sposób powstały ogromne podziemne hale bardziej przydatne armii.